# FK Zora Spuž
FK Zora (crnogorski: ФК Зора) nogometni je klub iz Spuža, Crna Gora. U sezoni 2023./24. klub je igrao u središnjoj skupini Treće lige Crne Gore, trećem rangu crnogorskog nogometnog sustava. U rujnu 2024. Crnogorski nogometni savez izbacio je klub iz natjecanja.

## O klubu
Osnovan 1922. godine, FK Zora je prije Drugog svjetskog rata igrao samo neligaške utakmice. Prve sezone u službenim natjecanjima momčad je igrala sredinom 1950-ih (od sezone 1954./55.), kao član najnižeg ranga, tada poznatog pod imenom Titogradski nogometni podsavez.
Prvi uspjeh ostvario je 1966. godine pod imenom FK Spuž. Nakon kvalifikacija izborili su prvi plasman u Republičku ligu 1966./67. (treći rang). Nakon pet uzastopnih sezona u Republičkoj ligi, FK Spuž je postao četvrtoligaš, ali je novi povratak u treći rang ostvaren u sezoni 1975./76. Uvijek u donjem dijelu tabele, FK Spuž odigrao je još tri uzastopne sezone u Republičkoj ligi, prije novog ispadanja.
FK Spuž je tijekom 1980-ih bio niželigaš. Novi plasman u treći rang ostvaren je 1990. godine, ali samo na dvije sezone. Godine 1994. klub vraća svoje izvorno ime − FK Zora.
Najveće razdoblje u povijesti FK Zora došlo je s novim stoljećem. Tijekom sezone 2002./03., nakon teške borbe s OFK Grbalj, FK Zora završava kao viceprvak Lige Crne Gore. Dvije godine kasnije, FK Zora je dominirala crnogorskom ligom i osvojila naslov prvaka sa 69 bodova iz 33 utakmice. Spužani su tim rezultatom izborili povijesni plasman u Drugu ligu Srbije i Crne Gore 2005./06.
Nakon osamostaljenja Crne Gore, FK Zora je u prvoj sezoni postala član Druge lige Crne Gore, ali je na kraju sezone ispala. FK Zora bila je prvak Treće lige Crne Gore u sezoni 2008./09., ali nije ostvarila promociju u doigravanju Druge lige. U sezoni 2011./12. momčad je ponovno osvojila naslov Treće lige. U drugoligaškoj sezoni 2012./13. FK Zora je osvojila deveto mjesto, ali je zapažen rezultat ostvarila u sezoni 2013./14. FK Zora je do posljednjih tjedana prvenstva bila među kandidatima za doigravanje za plasman u Prvu ligu Crne Gore, ali je na kraju osvojila četvrto mjesto. Tijekom ljeta 2014. FK Zora bila je u financijskim problemima, pa je momčad ispala u najniži rang.

## Stadion
FK Zora svoje domaće utakmice igra na Stadionu kod Željezničke stanice. Stadion je izgrađen tijekom 1960-ih, a nakon posljednje obnove (2004.) ima kapacitet od 3000 sjedećih mjesta.

## Unutrašnje poveznice
- Spuž

## Vanjske poveznice
- Profil na srbijasport.net